# Match Point
Match Point è un film del 2005 scritto e diretto da Woody Allen.
La pellicola affronta temi di moralità e avidità ed esplora i ruoli della lussuria, del denaro e della fortuna nella vita, portando molti a confrontarlo con un precedente film di Allen, Crimini e misfatti (1989). Il film è interpretato da Brian Cox, Matthew Goode, Scarlett Johansson, Emily Mortimer, Jonathan Rhys Meyers e Penelope Wilton.
La pellicola ha avuto un buon incasso, dopo una serie di flop al botteghino per Allen, guadagnando 85 milioni di dollari in tutto il mondo. Ha ricevuto recensioni generalmente positive da parte della critica cinematografica, in particolare negli Stati Uniti, che lo hanno definito un ritorno in forma per Allen.
Il film ha ottenuto una candidatura ai premi Oscar 2006 nella categoria migliore sceneggiatura originale, ed è stato inserito dal National Board of Review nella lista dei migliori dieci film dell'anno.

## Trama
Il giovane irlandese di origini modeste Chris Wilton, dopo una carriera da tennista professionista, viene assunto come istruttore in un club esclusivo di Londra. Appassionato di arte, letteratura e musica lirica, stringe amicizia con un suo allievo, il ricco Tom Hewett, che una sera lo invita a teatro con i genitori e la sorella Chloe.
Essendo piaciuto alla famiglia, e in particolare a Chloe, Chris viene invitato a una festa nella villa di famiglia: qui approfondisce la conoscenza di Chloe, con la quale programma un pranzo e la visita a una mostra. Subito dopo però Chris incontra anche Nola Rice, una giovane e bellissima attrice statunitense: i due si stuzzicano presso un tavolo da ping-pong, ma la seduzione reciproca è interrotta dall'arrivo di Tom, il quale, a un turbato Chris, presenta Nola come la propria fidanzata. Tom aggiunge che la propria madre, Eleanor, non sopporta molto Nola, per via del suo carattere capriccioso e delle sue velleità di attrice.
Tra Chris e Chloe nasce un legame affettivo, e Chris viene accolto di buon grado dagli Hewett, in particolare dal padre Alec, il quale, su proposta di Chloe, lo aiuta a trovare un posto da dirigente. Così Chris apparentemente accetta i progetti di vita alto borghese pianificati da Chloe, ma resta molto interessato a Nola. In un pranzo a quattro con Chloe, Tom e Nola, Chris ribadisce l'importanza, spesso sottovalutata, della fortuna nella vita.
Un giorno Nola viene duramente attaccata da Eleanor per la sua impasse professionale, e si allontana furiosa dalla villa sotto un temporale; Chris la segue e le confessa di essere enormemente attratto dalla sua persona. I due si abbandonano alla passione in un campo di grano, ma il giorno dopo, Nola, sentendosi in colpa, considera l'accaduto un incidente, contrariamente a Chris, che con lei vorrebbe uno stabile rapporto clandestino.
Successivamente, Chris e Chloe si sposano, mentre Tom chiude la sua relazione con Nola, essendosi innamorato di un'altra donna. Non appena appresa da Tom questa notizia, Chris va a cercare Nola a casa sua, ma scopre che lei se ne è andata, e così si immerge nuovamente nel suo amore tranquillo per Chloe, la quale è frustrata perché non riesce a rimanere incinta. Ma il fragile equilibrio viene turbato, tempo dopo, da un nuovo incontro al Tate Modern con Nola, da poco rientrata a Londra; Chris non indugia a sedurla nuovamente, e riesce nel suo intento.
Tra Chris e Nola si riapre una relazione ancora più appassionata e tormentosa: i due si frequentano sempre in gran segreto. Nonostante ciò, Chris continua a tentare invano di avere un figlio da Chloe, ma a complicare le cose è il fatto che a rimanere incinta è invece Nola. Un giorno la ragazza lo informa della situazione, affermando con forza di non avere intenzione di abortire e di voler crescere il figlio con il padre. Chris, in preda al panico perché Nola gli impone di divorziare da Chloe, inizia a suscitare sospetti nella moglie, e al tempo stesso comincia a ingannare l'amante, alla quale fa credere di essere in viaggio per sottrarsi alle sue pressanti richieste.
Dopo un lungo tormento, il protagonista sceglie: prende un fucile da caccia dalla villa del suocero, lo nasconde nella borsa da tennis e chiama Nola, facendole credere di avere una buona notizia per lei. Dopodiché si reca nel condominio dell'amante e, inscenando una rapina finita male nell'appartamento adiacente a quello di Nola, uccide la signora Eastby (la vicina di Nola) trafugandone i gioielli e i medicinali per rendere più credibile la messinscena, e poco dopo spara anche a Nola, vicino alla porta di casa.
Il giorno seguente, leggendo il giornale a colazione, Chloe commenta il duplice omicidio con Chris, e subito dopo lo informa di essere incinta.
Scotland Yard conclude che il duplice omicidio è stato commesso da un tossicodipendente in cerca di denaro. Qualche tempo dopo, il detective Mike Banner invita Chris a parlare con lui in merito a Nola, di cui è stato ritrovato un diario. Chris, sulla strada verso il commissariato, tenta di disfarsi dei gioielli della signora Eastby gettandoli nel Tamigi, ma un anello rimbalza sulla balaustra e, senza che lui se ne accorga, come in uno sfortunato colpo del tennis che sbatte sul nastro e torna indietro, ricade sul marciapiede. Alla polizia, Chris conferma il rapporto clandestino, ma nega di aver a che fare con il delitto, e chiede agli investigatori di non coinvolgerlo ulteriormente nelle indagini, per non compromettere la propria relazione matrimoniale.
Una notte, Chris vede i fantasmi di Nola e della signora Eastby, che lo avvisano di stare pronto a sopportare le conseguenze delle sue orribili azioni; egli replica che è stato in grado di sopprimere il senso di colpa, e che il delitto è stato «necessario».
Nonostante il presentimento di Banner, che ricostruisce alla perfezione l'accaduto, le accuse dell'omicidio ricadono su uno spacciatore trovato morto per strada con l'anello della signora Eastby in tasca. Il rimbalzo dell'anello sulla balaustra, apparentemente sfavorevole a Chris, ne ha favorito di fatto l'impunità. Le immagini rallentate, che vediamo nuovamente, sono la riproposizione della scena iniziale, con la pallina da tennis che colpisce il nastro della rete e non si sa dove ricadrà, se nella propria metà campo oppure oltre, simbolo della fortuna tanto cara al protagonista.
La vita di Chris, salvata dalla sorte, torna a scorrere "normalmente" assieme a Chloe, che dà alla luce il suo primo figlio, Terrence. Il film si chiude con un'inquadratura sullo sguardo di Chris, perso nel vuoto e senza espressione, conscio del fatto che la sua vita non sarà mai più come prima.

## Produzione
L'intenzione del regista era quella di collocare le vicende della sceneggiatura negli Hamptons, ricca zona di New York, ma il cambio di set si verificò non appena giunse un finanziamento della BBC Films, che chiese di girare il film a Londra con attori e operatori britannici. Allen dichiarò, ciononostante, di «aver mantenuto la consueta libertà creativa» anche in Inghilterra, mentre rimproverò la produzione cinematografica statunitense di non essere interessata a pellicole di secondo piano: «Loro vogliono solamente film da 100 milioni di dollari che ne incassino 500». Fu necessario un ulteriore cambiamento quando Kate Winslet, che avrebbe dovuto interpretare Nola Rice, rifiutò il ruolo una settimana prima dell'inizio delle riprese. Scarlett Johansson accettò, e il personaggio dovette essere riscritto come statunitense.
«Non fu un problema, ci volle circa un'ora», dichiarò Allen.
Le riprese iniziarono nell'estate 2004, per un programma di sette settimane di lavoro. Lo sfondo su cui avrebbero dovuto svolgersi le vicende doveva mostrare alcuni punti di riferimento della città, quali il Tate Modern, il 30 St Mary Axe di Norman Foster, l'edificio dei Lloyd's progettato da Richard Rogers, la Royal Opera House, il Palazzo di Westminster e il Ponte dei Frati Neri.

## Colonna sonora
La colonna sonora del film è tratta quasi interamente da un disco in vinile contenente arie da dischi a 78 giri di brani cantati dal tenore Enrico Caruso, arricchita con brani famosi dì vari compositori quali Giuseppe Verdi, Georges Bizet, Gioachino Rossini e Gaetano Donizetti cantati da Alida Ferrarini, Janez Lotric e Monica Kraus. L'uso dell'opera costituisce una novità per Allen, che solo in Mariti e mogli (1992) aveva voluto impiegarla per accompagnare scene ambientate in classi sociali altolocate. In Match Point è come se le arie commentassero ironicamente le azioni dei personaggi, talvolta prefigurandone i possibili sviluppi. Nelle fasi finali del film l'opera, di cui Chris è appassionato, accentua la freddezza del protagonista e il suo distacco dal delitto che ha commesso.
I dieci minuti che intercorrono tra l'assassinio della signora Eastby e quello di Nola costituiscono il climax della narrazione, e sono segnati da gran parte del duetto tra Otello e Jago dell'Atto II dell'Otello. La scelta è inusuale per una pellicola cinematografica, dal momento che l'opera di Giuseppe Verdi non è un'aria, ma un dialogo drammatico in cui le parole sono importanti tanto quanto la musica. Nell'intenzione del regista, lo spettatore avrebbe dovuto seguire due storie parallele, quella raccontata dal film e quella raccontata dalla musica, le quali, tuttavia, hanno in comune nient'altro che il dramma.

### Tracce
1. Mal reggendo all'aspro assalto – 3:37 (Giuseppe Verdi) – da Il trovatore; cantata da Enrico Caruso
2. Un dì felice, eterea – 3:05 (Giuseppe Verdi) – da La traviata; cantata da Enrico Caruso
3. Mia piccirella – 3:43 (Antônio Carlos Gomes) – da Salvator Rosa; cantata da Enrico Caruso
4. Gualtier Maldé... Caro nome... – 6:32 (Giuseppe Verdi) – da Rigoletto; cantata da Alida Ferrarini
5. Mi par d'udir ancora – 3:29 (Georges Bizet) – da I pescatori di perle; cantata da Enrico Caruso
6. Arresta – 8:40 (Gioachino Rossini) – da Guglielmo Tell; cantata da Janez Lotric & Igor Morozov
7. O figli, o figli miei! – 3:23 (Giuseppe Verdi) – da Macbeth; cantata da Enrico Caruso
8. Desdemona – 11:53 (Giuseppe Verdi) – da Otello; cantata da Janez Lotric & Igor Morozov
9. Una furtiva lagrima – 5:22 (Gaetano Donizetti) – da L'elisir d'amore; cantata da Enrico Caruso

Durata totale: 49:44

## Distribuzione
Match Point venne presentato fuori concorso alla 58ª edizione del Festival di Cannes. Tra ottobre 2005 e maggio 2007 il film fu distribuito in gran parte del mondo.

### Divieti
Il film rientra nella categoria R (Restricted) per la presenza di scene di sesso, di nudità o semi-nudità, di situazioni particolarmente violente e di dialoghi adatti a un pubblico adulto.
- Argentina - Vietato ai minori di 13 anni se non accompagnati da un adulto
- Australia - Consigliato a un pubblico adulto
- Austria - Non consigliato ai minori di 12 anni
- Brasile - Non consigliato ai minori di 14 anni
- Canada - Vietato ai minori di 14 anni se non accompagnati da un adulto (nell'Ontario)
- Corea del Sud - Non consigliato ai minori di 18 anni
- Finlandia - Vietato ai minori di 11 anni
- Germania - Vietato ai minori di 6 anni
- Giappone - Non consigliato ai minori di 12 anni. Consigliato l'accompagnamento di un adulto
- Grecia - Non consigliato ai minori di 13 anni
- Hong Kong - Consigliato l'accompagnamento di un adulto
- Irlanda - Vietato ai minori di 15 anni se non accompagnati da un adulto

- Malaysia - Bandito
- Norvegia - Vietato ai minori di 11 anni
- Nuova Zelanda - Non consigliato ai minori di 16 anni
- Perù - Vietato ai minori di 14 anni se non accompagnati da un adulto
- Portogallo - Vietato ai minori di 12 anni se non accompagnati da un adulto
- Regno Unito - Vietato ai minori di 12 anni se non accompagnati da un adulto
- Singapore - Vietato ai minori di 16 anni
- Spagna - Non consigliato ai minori di 18 anni
- Stati Uniti d'America - Vietato ai minori di 17 anni se non accompagnati da un adulto
- Svezia - Per tutti
- Svizzera - Vietato ai minori di 14 anni (nel Canton Ginevra e nel Canton Vaud)
- Ungheria - Non consigliato ai minori di 16 anni

## Edizioni home video
Il film è uscito in DVD negli Stati Uniti il 25 aprile 2006, nel Regno Unito l'8 maggio e in Italia il 23 agosto. In Blu-ray invece è uscito in Italia il 24 novembre 2010.

## Accoglienza

### Incassi
La pellicola ebbe un successo superiore a qualsiasi altro precedente film di Woody Allen, divenendo uno dei film col maggiore incasso del regista. A fronte di un budget di 15 milioni di dollari, il film ha incassato 23151529 $ in Nord America e 62487127 $ nel resto del mondo, per un totale di 85638656 $.

### Critica
Il film ha ricevuto recensioni positive da parte della critica, in particolare l'ambientazione britannica e le interpretazioni di Rhys Meyers e della Johansson sono state molto apprezzate. Sull'aggregatore di recensioni Rotten Tomatoes ha un indice di gradimento del 77% basato su 214 recensioni, con un voto medio di 7,2 su 10. Il consenso critico del sito afferma: «Il film più nitido di Woody Allen degli ultimi anni, Match Point è un thriller filosofico e teso sulla classe e sull'infedeltà». Su Metacritic ottiene un punteggio di 72 su 100 basato su 40 recensioni.

## Riconoscimenti
- 2006 - Premio Oscar
  - Candidatura per la miglior sceneggiatura originale a Woody Allen
- 2006 - Golden Globe
  - Candidatura per il miglior film drammatico
  - Candidatura per la miglior regia a Woody Allen
  - Candidatura per la migliore attrice non protagonista a Scarlett Johansson
  - Candidatura per la migliore sceneggiatura a Woody Allen
- 2005 - Chicago Film Critics Association Award
  - Candidatura per la migliore attrice non protagonista a Scarlett Johansson
- 2005 - Dallas-Fort Worth Film Critics Association Award
  - Candidatura per la miglior attrice non protagonista a Scarlett Johansson
- 2005 - National Board of Review Award
  - Migliori dieci film
- 2005 - St. Louis Film Critics Association
  - Candidatura per il miglior film
  - Candidatura per la miglior regia a Woody Allen
  - Candidatura per la miglior sceneggiatura a Woody Allen
- 2005 - Utah Film Critics Association Award
  - Candidatura per la miglior regia a Woody Allen
- 2006 - Academy of Motion Picture Arts and Sciences of Argentina
  - Miglior film straniero a Woody Allen
- 2006 - ADIRCAE Award
  - Miglior film straniero a Woody Allen
- 2005 - Awards Circuit Community Award
  - Candidatura per la miglior sceneggiatura originale a Woody Allen
- 2006 - Premio César
  - Candidatura per il miglior film straniero a Woody Allen
- 2006 - Cinema Writers Circle Award
  - Candidatura per il miglior film straniero a Woody Allen
- 2006 - David di Donatello
  - Miglior film dell'Unione Europea a Woody Allen
- 2006 - Edgar Award
  - Candidatura per la miglior sceneggiatura originale a Woody Allen
- 2006 - Gold Derby Award
  - Candidatura per la miglior sceneggiatura originale a Woody Allen

- 2006 - Golden Eagle Award
  - Candidatura per il miglior film straniero a Woody Allen
- 2006 - Golden Trailer Award
  - Miglior thriller
- 2006 - Premio Goya
  - Miglior film europeo a Woody Allen
- 2006 - International Online Cinema Award
  - Candidatura per la miglior sceneggiatura originale a Woody Allen
- 2006 - Iowa Film Critics Award
  - Miglior film
- 2006 - Italian Online Movie Award
  - Miglior attrice non protagonista a Scarlett Johansson
  - Miglior sceneggiatura originale a Woody Allen
  - Candidatura per il miglior film
  - Candidatura per la miglior regia a Woody Allen
  - Candidatura per il miglior cast
  - Candidatura per il miglior attore protagonista a Jonathan Rhys Meyers
  - Candidatura per il miglior montaggio a Alisa Lepselter
  - Candidatura per la miglior colonna sonora
- 2006 - Online Film Critics Society Award
  - Candidatura per la miglior sceneggiatura originale a Woody Allen
- 2006 - Online Film & Television Association
  - Candidatura per la miglior attrice non protagonista a Scarlett Johansson
  - Candidatura per la miglior sceneggiatura originale a Woody Allen
- 2006 - Russian Guild of Film Critics
  - Candidatura per l'Elefante bianco al miglior film straniero a Woody Allen
- 2006 - Russian National Movie Award
  - Candidatura per il miglior film indipendente
- 2006 - Sant Jordi Award
  - Miglior film straniero a Woody Allen
- 2006 - Turia Award
  - Miglior film straniero a Woody Allen
- 2007 - Nastro d'argento
  - Candidatura per il miglior film extraeuropeo a Woody Allen
- 2007 - Premio Robert
  - Candidatura per il miglior film statunitense a Woody Allen

## Tematiche trattate e influenze

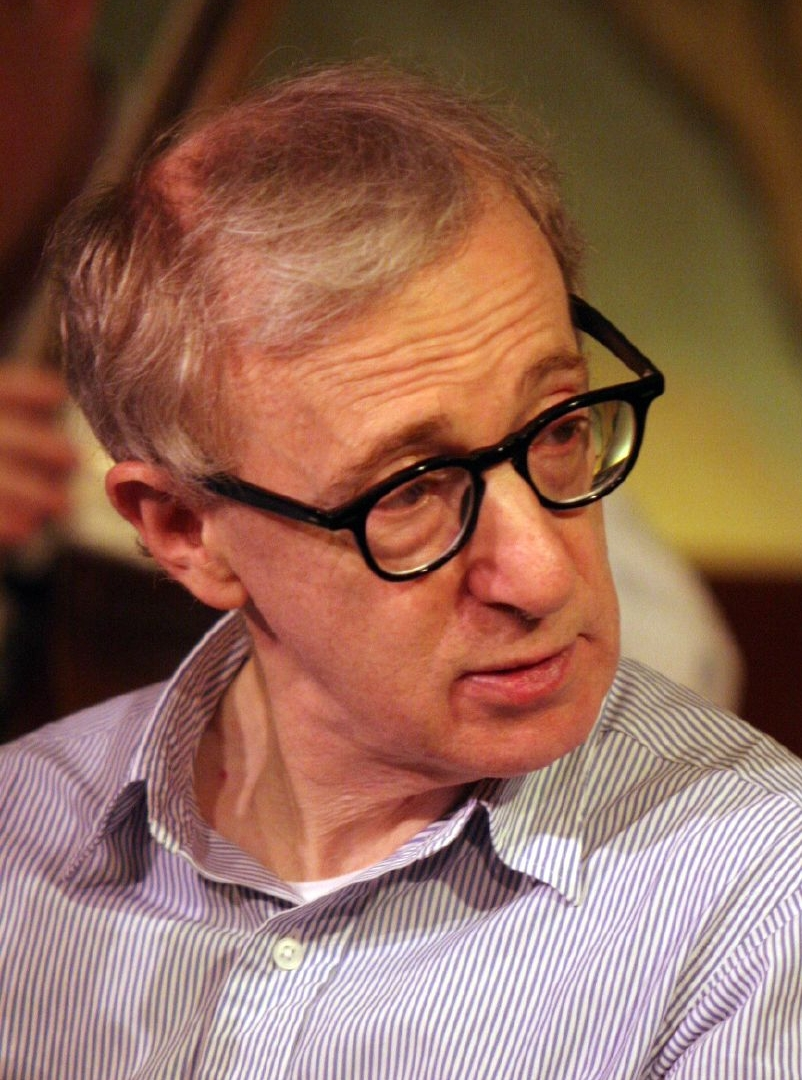
Woody Allen. Match Point è il suo 36º lungometraggio cinematografico

La voce fuori campo di Chris, che apre il film, spiega il concetto di sorte, qualificandola come semplice fortuna, che per lui è molto importante. La sequenza, così facendo, ci presenta un personaggio estremamente introverso, un uomo che non ha una percezione diretta della realtà, essendo sempre legata all'esperienza e alla scelta, e che mantiene una certa distanza dal mondo esterno; attraverso la sua prospettiva verrà narrata la vicenda. Una forte influenza sulla scrittura del personaggio di Chris e dell'intera sceneggiatura proviene dal romanzo Delitto e castigo di Fëdor Dostoevskij, che, peraltro, viene letto in alcune scene del film dal protagonista. In tal senso, è possibile identificare con Chris una rielaborazione in chiave moderna di Rodion Romanovič Raskol'nikov, antieroe di Delitto e castigo, che uccide un'anziana donna per dimostrare di essere un individuo superiore, ma che trova il suo castigo nel rimorso interiore che lo accompagna (confesserà il delitto) fintantoché non troverà la via di salvezza nell'amore e nella fede. Chris è allo stesso modo solitario e meditabondo, e assassina Nola perché considera i propri interessi superiori a quelli attorno a lui; manca, tuttavia, il senso di colpa duraturo. Le somiglianze con il romanzo di Dostoevskij sono ancor più evidenti in alcune scelte di Allen: entrambi i killer tentano di coprire il crimine simulando una rapina, entrambi sono messi sotto pressione da investigatori piuttosto caparbi. Ma il regista non ammette che vi sia una redenzione, né tramite una punizione, né tramite Dio, né tramite l'amore. Risulta chiaro anche il parallelismo con Un posto al sole di George Stevens del 1951, dove il protagonista, anch'esso di umili origini ma ambizioso, sceglierà la via più semplice per liberarsi dell'unico ostacolo che si interpone tra lui e la vita agiata che ha sempre desiderato.
Con Match Point, Woody Allen rivisita una sua precedente pellicola, Crimini e misfatti, come sottolineato da Philip French sul The Observer. Nell'uno e nell'altro film, l'uccisione di un'amante scomoda «offre una veduta deprimente sul fato, sulla fedeltà e sulla natura dell'uomo».
Protagonista del lavoro del 1989 è Judah Rosenthal, ricco esponente dell'alta borghesia che ha una relazione extraconiugale con Dolores. L'amante vorrebbe rivelare tutto alla moglie, rovinando al tempo stesso la reputazione di Judah, ma quest'ultimo decide di assassinare Dolores.
Il denaro è altro fattore preminente per i personaggi: sia Chris che Nola hanno origini modeste, e utilizzano il loro fascino per entrare nella famiglia degli Hewett, la cui salda posizione sociale è visibile dalla tenuta e dai comportamenti di Tom, Chloe e Alec. Chloe non esita infatti a ingraziarsi Chris chiedendo al padre di piazzarlo come dirigente in una delle sue imprese, Nola rivela di essere sommersa dai regali e dalle attenzioni del fidanzato. Il critico cinematografico Roger Ebert, recensendo il film, pone la seguente questione: «Fino a che punto siamo disposti ad accantonare i nostri ostacoli morali per abbandonarci alla cupidigia e all'egoismo?». La scelta di Chris, comunque, si deve compiere tra avidità (la ricchezza e il benessere garantitogli dagli Hewett) e lussuria (la passione per Nola).
Jean-Baptiste Morain nota sulla rivista francese Les Inrockuptibles come nel film il forte (Chris) non accetti le proprie debolezze e non esiti ad attuare piani criminali per difendere i propri interessi. A ciò si aggiunge una più ampia interpretazione politica e sociale, nel senso che la divisione in classi è assai più marcata in Inghilterra che negli Stati Uniti; «Match Point abbatte la barriera che pretende di celare l'oppressione di una classe sulle altre».